# Saint-Siméon, Orne
Saint-Siméon là một xã thuộc tỉnh Orne trong vùng Normandie tây bắc nước Pháp. Xã này nằm ở khu vực có độ cao trung bình 170 mét trên mực nước biển.